# Killing Bites
Killing Bites (キリングバイツ, Kiringu Baitsu) (キリングバイツ, Kiringu Baitsu?) é uma série de mangá japonês escrito por Shinya Murata e ilustrado por Kazasa Sumita. Uma adaptação em anime para a televisão por Liden Films estreou em 13 de janeiro de 2018 na Animeism bloco de MBS.

## Enredo
O medíocre estudante universitário Yūya Nomoto encontra uma misteriosa garota chamada Hitomi depois que seus conhecidos pediram para levá-los ao redor da cidade para pegar algumas meninas, ele logo descobre os meios que eles utilizavam para pegar meninas, mas não consegue fazer muita coisa. Hitomi  abate todos eles, exceto Yūya, que fica chocado ao vê-la se transformar em uma besta e a batalhar com um leão monstro em uma situação ferro-velho. Estas estranhas pessoas são  chamadas de "Brutos", lutadores que foram criados para combinar cérebros humanos e os dentes de feras, com poderosas empresas de apostas sobre seus duelos. Hitomi é um texugo de mel, que é chamado de o mais destemido de todos os animais e é ordenado que ela fique com Yūya, para sua proteção. 

## Caracteres
Hitomi Uzaki (宇崎 瞳, Uzaki Hitomi)
Voz de: Sora Amamiya
Uma menina com cabelos brancos que é um Texugo de Mel híbrido. Ela não sente medo, mesmo quando enfrenta adversários muito maiores, mais forte e mais rápido do que ela mesma em partidas mortais. Sua estratégia de combate, geralmente, envolve insultar seus adversários a atacar de surpresa . Ela tem uma evidente queda pelo seu guardião, Reiichi Shido, tornando-se apaixonada em sua presença, e imediatamente segue qualquer ordem que ele dá a ela. 
Yūya Nomoto (野本 裕也, Nomoto Yūya)
Voz de: Wataru Hatano
Um estudante universitario do segundo ano que foi forçado em uma trama por vários colegas para sequestrar Hitomi. Após este incidente, ele é forçado pelo guardião de Hitomi, Reiichi Shido, a permitir que Hitomi viva com ele como sua guarda-costas. Em troca Yuya deve agir como financiador de Hitomi para permitir que ela participe das partidas contra Híbridos no Killing Bites.
Eruza Nakanishi (中西 獲座, Nakanishi Eruza)
Voz de: Maaya Uchida
Ela é uma Chita hibrido especializada em ataques de velocidade. Ela é a irmã mais nova de Taiga.
Ui Inaba (稲葉 初, Inaba Ui)
Voz de: Sumire Uesaka
Ela é uma  Coelho híbrido que nunca venceu uma luta e prefere fugir do perigo.
Mai Shinozaki (篠崎 舞, Shinozaki Mai)
Voz de: Chinatsu Akasaki
Supervisora da Killing Bites.
Yōko Mitsukado (三門 陽湖, Mitsukado Yōko)
Voz de: Megumi Han
Neta de Yozan.
Kaori Rikujō (六条 香織, Rikujō Kaori)
Voz de: Yū Asakawa
Uma algália híbrido que usa seus feromônios para controlar os outros.
Kaede Kazama (風間 楓, Kazama Kaede)
Voz de: Takako Honda
Um sádico gecko híbrido.
Yōzan Mitsukado (三門 陽参, Mitsukado Yōzan)
Voz de: Hidekatsu Shibata
Ele é o presidente da Mitsukado Zaibatsu. Ele é o avo de Yoko.
Reiichi Shidō (祠堂 零一, Shidō Reiichi)
Voz de: Rikiya Koyama
Responsavel legal de Hitomi que ordena que ela viva com Yuya. Ele frequentemente usa a paixão de por ele, para fazê-la obedecer suas ordens sem questionar ou duvidar. 
Ichinosuke Okajima (岡島 壱之助, Okajima Ichinosuke)
Voz de: Tōru Ōkawa
Ele é um Hipopótamo Híbrido.
Taiga Nakanishi (中西 獲座, Nakanishi Taiga)
Voz de: Yuichi Nakamura
Irmão mais velho de Eruza e um Tigre de híbrido.
Oshie Nodoguro (乃塒 押絵, Nodoguro Oshie)
Voz de: Sayaka Harada
Takeshi Kido (城戸 剛, Kido Takeshi)
Voz de: Ryōkan Koyanagi
Shōta Yabe (矢部 正太, Yabe Shōta)
Voz de: Yūsuke Kobayashi
Um jovem de óculos e um Gorila híbrido.
Jerome Hongō (ジェロム 本郷, Jeromu Hongō)
Voz de: Taketora
Ele é um Urso híbrido especializada em Sumo Wrestling.
Den Ōnuma (大沼 電, Ōnuma Den)
Voz de: Hiroyuki Yoshino
Ele é uma Cobra híbrida com uma sádica personalidade que gosta de abusar sexualmente de suas adversárias, enquanto está em sua transformação de Cobra .
Ryūji Shiina (椎名 竜次, Shiina Ryūji)
Voz de: Katsuyuki Konishi
Ele é um Crocodilo híbrido.
Yūgo Tani (谷 優牛, Tani Yūgo)
Voz de: Yūki Ono
Um Leão híbrido e o primeiro adversário Hitomi na série. Enquanto implacável na batalha, ele pode ser amigável do lado de fora.
Seira Son (尊 聖羅, Son Seira)
Voz de: Yoshino Nanjō

## Midia

### Manga
Shinya Murata lançou a série, com a arte por Kazasa Sumita, na Shogakukan's seinen mangá revista Monthly Hero em 30 de novembro de 2013. foram coletados em nove tankōbon volumes.

### Anime
Um anime série de televisão foi adaptada por Liden Filmes e estreou em 13 de janeiro de 2018 na Animeism bloco da MBS. O tema de abertura é "Killing Bites" por fripSide, e o tema de encerramento é "Kedamono Damono" (ケダモノダモノ) por Kitsunetsuki. Há  a previsão do lançamento de 4 Blu-ray a partir de 28 de Março de 2018 a 26 de junho de 2018. Cada versão tem 3 episódios dentro do disco com um total de 12 episódios.

### Jogo de vídeo game
Uma adaptação para o PlayStation 4 e PlayStation Vita foi anunciado em 2015, desenvolvido pela Nex Entretenimento. O jogo foi adiado, em 2016, depois que a desenvolvedora foi dissolvida, e o desenvolvimento do jogo foi posteriormente suspenso.